# Naran Bulag (sockenhuvudort i Kina, Inner Mongolia Autonomous Region, lat 44,63, long 114,12)
Naran Bulag (kinesiska: 那仁宝拉格, 那仁宝拉格苏木) är en sockenhuvudort i Kina. Den ligger i den autonoma regionen Inre Mongoliet, i den norra delen av landet, omkring 470 kilometer nordost om regionhuvudstaden Hohhot. Antalet invånare är 3 203. Befolkningen består av 1 398 kvinnor och 1 805 män. Barn under 15 år utgör 10,0 %, vuxna 15-64 år 84 %, och äldre över 65 år 4,0 %.
Trakten runt Naran Bulag är nära nog obefolkad, med mindre än två invånare per kvadratkilometer. Trakten runt Naran Bulag består i huvudsak av gräsmarker.
Genomsnittlig årsnederbörd är 325 millimeter. Den regnigaste månaden är juli, med i genomsnitt 78 mm nederbörd, och den torraste är januari, med 3 mm nederbörd.